# Chasseneuil
Chasseneuil là một xã ở tỉnh Indre khu vực trung bộ Pháp. Xã này có diện tích 29,85 km², dân số thời điểm năm 1999 là 620 người. Khu vực này có độ cao trung bình 162 mét trên mực nước biển.
Đây là nơi sinh của Louis the Pious. 
Sông Bouzanne tạo thành ranh giới phía đông nam của thị trấn, sau đó chảy vào sông Creuse, sông tạo thành ranh giới tây nam của thị trấn.